# Ashot Manucharyan
Ashot Manucharyan (en armenio: Աշոտ Մանուչարյան; Ereván, 1954) es un educador y político socialista democrático armenio, quién además fue uno de los miembros fundadores del Comité Karabaj. Tras la independencia de Armenia de la Unión Soviética en 1991, ejerció como Ministro de Asuntos Internos entre 1991 y 1992, y hasta 1993 fue Asesor de Seguridad Nacional para el entonces Presidente Levon Ter-Petrosián.  Junto con Ashot Dabaghyan y Ashot Bleyan, Manucharyan fue cofundador de la Escuela N° 183, posteriormente conocida como el Complejo Educativo Mequitar de Sebastea, la cual hace hincapié al enfoque humanístico hacia la educación.